# Gianni Dei
Gianni Dei (Bolonia, 21 de diciembre de 1940 - Roma, 19 de octubre de 2020) nacido como Gianni Carpanelli, fue un actor y cantante italiano.

## Biografía
Nació en Bolonia el 21 de diciembre de 1940, al completar sus estudios secundarios, se mudó a Roma para seguir una carrera como actor. Hizo su debut cinematográfico en 1960, en un papel menor en Run with the Devil, de Mario Camerini. Después de varias apariciones menores, debutó en un papel principal en 1967, en la comedia romántica adolescente de Massimo Franciosa Pronto ... c'è una certa Giuliana per te. Su carrera se caracterizó más tarde por varios otros papeles principales, pero siempre en películas de serie B y películas de bajo presupuesto, en particular el papel principal en la película de terror Patrick Still Lives. Desde finales de los 80 también estuvo activo como cantante pop.

## Filmografía seleccionada
- Una niña ... y un millón (1962)
- La séptima tumba (1965)
- El sheriff no disparará (1965)
- La donnaccia (1965)
- Pronto ... c'è una certa Giuliana per te (1967)
- Madame Bovary (1969)
- La orgía de la sangre (1972)
- La última ronda (1972)
- Los asesinos son nuestros invitados (1974)
- Batton Story (1976)
- Giallo a Venezia (1979)
- Patrick aún vive (1980)